# Les Mots
Les Mots (с фр. — «Слова») — первый сборник французской певицы Милен Фармер, выпущенный 26 ноября 2001 года. Диск содержит большинство хитов певицы и три новые песни. Сборник получил оглушительный успех, получив статус бриллиантового: было продано более 1,5 миллиона копий только во Франции. На сегодняшний день сборник стал самым продаваемым во Франции за всё время.

## Предыстория и релиз
В 2001 году ходили слухи, что Милен Фармер делает свой первый сборник лучших хитов. Тем не менее, в то время некоторые люди думали, что это будет сборник ремиксов, как Dance Remixes, или же что это будет акустический сборник хитов певицы. В конце концов состоялся релиз нового сингла «Les Mots», первого международного дуэта Милен Фармер. Les Mots был выпущен в Европе 28 ноября 2001 года.
Этот альбом включает в себя все треки Милен Фармер выпущенные в качестве синглов, от «Maman a tort» до «L’Histoire d’une fée, c’est…», за исключением «On est tous des imbéciles» (из-за проблем с авторским правом) и «My Mum Is Wrong». Он также содержит несколько би-сайдов (два из них для широкой публики, остальные в общей сложности, «L’Annonciation» и «Dernier Sourire» отсутствуют на альбоме из-за проблем с авторским правом) и три новые песни. Live-синглы не были включены в трек-лист. В общей сложности имеется 30 дорожек для массового издания и 33 для выпуска ограниченным тиражом. В общем сборник состоял из четырёх CD-дисков вместо двух, в том числе DVD с новым видео.
Буклет состоит из очень сексуальных и провокационных фотографий певицы, на которых она изображена в вызывающих позах, где на неё надеты жемчужные чулки, розовые брюки и шелковый пеньюар. Эти фотографии были сделаны Эллен фон Унверт (Ellen Von Unwerth) с бюджетом в 67 000 евро. Однако, в отличие от предыдущих альбомов, певица улыбается на этих фотографиях.
Со сборника было выпущено четыре сингла: «L’Histoire d’une fée, c’est…» (27 февраля 2001), «Les Mots» (13 ноября 2001), «C’est une belle journée» (16 апреля 2002) и «Pardonne-Moi» (21 октября 2002). Первые два из них были изданы до выхода сборника, а два других после.

## Отзывы критиков
Les Mots был в целом положительно воспринят музыкальной критикой и получил положительные отзывы.
| Оценки критиков | Оценки критиков |
| Источник        | Оценка          |
| --------------- | --------------- |
| Allmusic        | ссылка          |
| Fnac            | link            |

По данным La Libre Belgique, работы Милен Фармер на этом альбоме «синтезирована в превосходном виде». Этот сборник также «дает представление о реальной музыкальной эволюции» певицы. Швейцарская газета Le Matin назвал этот альбом, как «превосходный сборник» и «восхитительный», содержащий «много хитов» с «провокационными» изображениями. Французский журнал Flèches Cool назвал этот альбом «сборник с лучшими 27 треками, которые очень хорошо известны и оценены широкой общественностью». Télé Star высоко оценил первый компакт-диск, заявив, что он содержит хиты, которые сравнимы с «неудержимой мелодичностью», «полетом фантазий» и «пытками или сексуальными словами». Что касается Voici, то это издание назвало этот сборник: «Это выдающийся двойной альбом».

## Позиции в чартах
Сборник достиг высоких положений во Франции и Бельгии после издания. По данным France Soir и La Lanterne, 670 000 копий этого альбома были проданы в первый месяц во Франции и 700 000 в первые два месяца, в соответствии с Jukebox.
Во Франции, Les Mots дебютировал на # 1 в Top Сборники на 1 декабря 2001 года и оставался там в течение 6 недель подряд. Он держался в Top 10 в течение 39 недель. Сборник продержался в чарте в течение одного года, благодаря выпуску двух новых песен: «C’est Une Belle journée» и «Pardonne-Moi». Это был самый продаваемый сборник в 2001 и 2002 году and 2002..
В Бельгии, альбом стартовал под № 2 от 12 декабря 2001 года, а затем стал номером 1 в течение четырёх недель. Он оставался в Top 10 в течение 15 недель и в Top 40 в течение 43 недель and 2002.
В Швейцарии, альбом получил своё высокое положение, когда он стартовал под № 6, 12 декабря 2001 года и оставался в чарте (Топ-100) в течение 38 недель.
Les Mots был продан тиражом более 500 000 копий в первый месяц, и 700 000 копий в первые два месяца. В Европе, в том числе Франции, более миллиона копий были проданы в июне 2002 года и получили премию «World Platinum Award». Так же сборник получил платиновый статус. Во Франции сборник получил бриллиантовый статус, платиновый статус в Бельгии, и золотой в Швейцарии. Les Mots продан по всей Европе более чем в 1,5 миллионов экземпляров, что является рекордом для сборников.

## Список композиций
| Компакт-диск / кассета CD 1 / сторона «А» 1. «Maman a tort» 2. «Plus grandir» 3. «Libertine» 4. «Tristana» 5. «Sans contrefaçon» 6. «Ainsi soit-je…» 7. "Pourvu qu’elles soient douces 8. «Sans logique» 9. «À quoi je sers...» 10. «La Veuve noire» 11. «Désenchantée» 12. «Regrets» (featuring Jean-Louis Murat) 13. «Je t’aime mélancolie» 14. «Beyond My Control» 15. «Que mon cœur lâche» CD 2 / сторона «Б» 1. «Les Mots» (featuring Seal) 2. «California» 3. «XXL» 4. «L’Instant X» 5. «Comme j’ai mal» 6. «Rêver» 7. «C’est une belle journée» 8. «L’Âme-stram-gram» 9. «Je te rends ton amour» 10. «Effets secondaires» 11. «Souviens-toi du jour» 12. «Optimistique-moi» 13. «Innamoramento» 14. «L’Histoire d’une fée, c’est...» 15. «Pardonne-moi» | Коллекционное издание Содержит третий компакт-диск с новыми треками и сторону «Б», в то время как первый и второй компакт-диск содержит только сторону «А». CD 1 1. «Maman a tort» 2. «Plus grandir» 3. «Libertine» 4. «Tristana» 5. «Sans contrefaçon» 6. «Ainsi soit-je…» 7. "Pourvu qu’elles soient douces 8. «Sans logique» 9. «À quoi je sers...» 10. «Désenchantée» 11. «Regrets» (featuring Jean-Louis Murat) 12. «Je t’aime mélancolie» 13. «Beyond My Control» 14. «Que mon cœur lâche» CD 2 1. «California» 2. «XXL» 3. «L’Instant X» 4. «Comme j’ai mal» 5. «Rêver» 6. «L’Âme-stram-gram» 7. «Je te rends ton amour» 8. «Souviens-toi du jour» 9. «Optimistique-moi» 10. «Innamoramento» 11. «L’Histoire d’une fée, c’est...» CD 3 1. «Les Mots» (featuring Seal) 2. «C’est une belle journée» 3. «Pardonne-moi» 4. «La Veuve noire» 5. «Mylène Is Calling» 6. «Effets secondaires» 7. «Puisque…» 8. «My Soul Is Slashed» DVD 1. «Les Mots» (video) | Европейское издание CD 1. «Les Mots» 2. «Sans contrefaçon» 3. «Libertine» 4. «Pourvu qu’elles soient douces» 5. «Désenchantée» 6. «Je t’aime mélancolie» 7. «California» 8. «XXL» 9. «L’Instant X» 10. «Rêver» 11. «L’Âme-stram-gram» 12. «Je te rends ton amour» 13. «Souviens-toi du jour» 14. «Innamoramento» 15. «C’est une belle journée» 16. «Pardonne-moi» |

## Некоторые форматы
- Двойной CD — Crystal Case
- Двойной CD — Digipack — Limited Edition (100 000 экземпляров)
- Кассета 1 — двойной длины
- Кассета 2 — двойной длины
- Четырёхместный 7 "
- Collector edition (коллекционное издание) — 3 CD + 1 DVD — Limited Edition (30 000 экземпляров)
- CD — европейская версия
- Двойной CD — Digipack — Промо
- Кассета 1 — двойной длины — Промо
- Кассета 2 — двойной длины — Промо
- Collector edition (коллекционное издание) — 3 CD + 1 DVD — Promo

## В записи участвовали
- Продюсер Laurent Boutonnat
- Mixed by Bertrand Châtenet
  - Except: «Maman a tort»: Philippe Omnes; «Tristana», «Sans contrefaçon», «Ainsi soit je...», «Pourvu qu’elles soient douces», «Sans logique», «À quoi je sers...», «La Veuve noire», «Désenchantée», «Regrets», «Je t’aime mélancolie», «Beyond My Control» and «Que mon cœur lâche»
- Programmation, keyboards and arrangement for «Les Mots», «C’est une belle journée», «Pardonne-moi»: Laurent Boutonnat
- Sound: Bertrand Châtenet, Jérôme Devoise and Rik Pekkonen
- Strings arrangement: Jean-Jacques Charles
- Drum kit: Karim Ziad and Abraham Laboriel Jr
- Bass: Michel Alibo
- Guitar: Slim Pezin
- Recorded at Studio Guillaume Tell, Paris
- Management: Thierry Suc for TSM
- Executive production: Paul Van Parys for Stuffed Monkey
- Photographs: Ellen Von Unwerth / H&K
- Design: Henry Neu for Com’N.B
- Mastering: André Perriat, Top Master
- Lyrics: Mylène Farmer
  - Except: «Maman a tort»: Jérôme Dahan; «Libertine»: Laurent Boutonnat
- Music: Laurent Boutonnat
  - Except: «Maman a tort»: Laurent Boutonnat and Jérôme Dahan; «Libertine»: Jean-Claude Déquéant; «Optimistique-moi»: Mylène Farmer
- Editions : Requiem Publishing
  - Except: «Maman a tort»: Cezame / BMG Music Publishing France; «Plus grandir», «Libertine», «Tristana», «Sans contrefaçon», «Ainsi soit je...», «Pourvu qu’elles soient douces», «Sans logique», «À quoi je sers...», «La Veuve noire» : Universal Music Publishing / BMG Music Publishing France